# Famille de Léotard
Pour les articles homonymes, voir Léotard.
La famille de Léotard est une famille subsistante de la noblesse française, originaire de Guyenne.

## Histoire
La famille de Léotard est originaire de l'Agenais. 
Elle a été anoblie en 1582, sous le règne du roi Henri III et maintenue noble en 1666.

## Filiation
- Guillaume de Léotard, écuyer, aide de camp d'Henri III. Il épouse Dauphine de Larroque[3]. ;
  - Pierre de Léotard épouse Catherine de Caminade, fille du seigneur de Caminade.
    - Jean de Léotard épouse Catherine de Nauvel.
      - Jean de Léotard, sieur de La Vergnade, épouse Anne de Mortin.
        - Arnaud de Léotard (1663-1728), sieur de la Grèze, bourgeois de Bordeaux en 1689, avocat. Il épouse Anne de Béchon.
          - Marc Antoine de Léotard (1701-1789), écuyer. Il épouse Anne de Constantin, fille de seigneur de Péchagut.
            - Pierre de Léotard (1737- ), seigneur de La Calvie, de La Moutolle et d'autres lieux, violoniste au théâtre de Basse-Terre, chevalier de l'ordre royal et militaire de Saint-Louis avant 1774 (en France). Il épouse Rose Elisabeth Lebrun.
              - Louis Joseph de Léotard, lieutenant au régiment provincial de Périgueux, 1771, sous lieutenant en premier des grenadiers royaux de Guyenne.
              - Pierre de Léotard (1771-1850), capitaine au régiment de Beauvoisis. Il épouse Marie Anne Gertrude Victoire Butel de Montgay.
                - Ferdinand de Léotard (1815-1890) épouse Louise Clémence de Mestre.
                  - Fernand de Léotard (1840-1918) épouse Alix Catherine Joséphine d'Adeler le 14 octobre 1862 à Ayguemorte-les-Graves[4].
                    - Joseph de Léotard épouse le 29 avril 1908 à Échillais, Thérèse de Montalembert de Cers.
                      - Pierre de Léotard (1909-1992), député de la Seine (1951-58), secrétaire de l'Assemblée nationale en 1956. Il épouse Jacqueline Monnier (1920-2011).
                        - Christian de Léotard (1948-2014)[5], entrepreneur, chef d'entreprise, « carrossier-mécanicien », spécialiste des véhicules à six roues[6],[7],[8], participant au Paris-Dakar en 1980 dans une R5 à 6 roues[9], potentiel repreneur de l'entreprise Heuliez en 2013[10],[11],[12].

## Terres
- seigneurs de La Calvie et de La Moutolle

## Armes
- D’or à un cerf passant de sable au chef de gueules accompagné de 3 flammes du même[1].

## Pour approfondir